# Éri István
Éri István (Pécs, 1929. március 5. – Budapest, 2009. november 7.) magyar történész, régész, muzeológus, oktató és szakíró.
A Veszprém Megyei Múzeumigazgatóság első igazgatója, a Tájak–Korok–Múzeumok mozgalom és a Pulszky Társaság – Magyar Múzeumi Egyesület alapítója, 1952–58 között a Magyar Nemzeti Múzeum középkori régésze, 1961–73-ig a veszprémi Bakonyi Múzeum, majd a Veszprém Megyei Múzeumi Igazgatóság igazgatója, 1974–1980 között a Múzeumi Módszertani és Restaurátor Központ igazgatója, 1981–1989 között a budapesti Központi Múzeumi Igazgatóság igazgatóhelyettese. 1989–2001 között a Tájak-Korok-Múzeumok Egyesület ügyvezető elnöke, 1996–1998 között a Pulszky Társaság – Magyar Múzeumi Egyesület elnöke. A Magyar Köztársasági Érdemrend kiskeresztese (1994), Móra Ferenc-díjas (1995), Pulszky Ferenc-díjas (2004).

## Életpályája
Édesapjának családi neve eredetileg Edelpacher volt, amelyet az 1940-es évek elején Érire magyarosított. Az apa vármegyei tisztviselőként dolgozott, anyai felmenői az Ilkits családból származtak. István középiskolai tanulmányait Pécsett, a ciszterci rend Nagy Lajos Gimnáziumában végezte, 1947-ben itt tett érettségi vizsgát. Egyetemi tanulmányait a budapesti Eötvös Loránd Tudományegyetem magyar–történelem szakán kezdte meg.
Eredetileg fonetikával szeretett volna foglalkozni, de tanítómesterét és mentorát, Laziczius Gyula egyetemi tanárt (1896–1957), a nyelvészeti tudományok doktorát 1949-ben eltávolították az egyetemről, és megszüntették MTA-tagságát is, miután bírálatban részesítette a Sztálin nyelvtudományi cikkeivel és a hazai nyelvtudomány ebből eredő feladataival foglalkozó „tudományos” publikációkat. Ugyanekkor tanítványának, Éri Istvánnak felsőfokú tanulmányait 1949–ben „egyéb” származása miatt felfüggesztették.
1949–1952 között a Budapesti Kénsavgyárban segédmunkásként, utóbb szakmunkásként dolgozott. 1950-től fizikai munkája mellett folytathatta egyetemi tanulmányait esti tagozaton. A történelem iránti érdeklődését Debrecen város múltjának kutatása keltette fel. Itt ismerkedett meg Komoróczy György (1909–1981) történész–levéltárossal és Szabó István (1898–1969) történésszel, néprajzkutatóval. Éri ekkor Debrecen város ipartörténetével kezdett foglalkozni.
1952-ben Fülep Ferenc főigazgató meghívására a Magyar Nemzeti Múzeumban kapott állást. Szakmájának fogásait a régészet nagy öregjétől, id. Fehér Gézától (1890–1955) és munkatársától, Méri Istvántól (1911–1976) tanulta. (Fehér Géza nevezte el őt „aprópénzen vett régésznek”.) Bekapcsolódott a nyársapáti és a muhi csatamezőkön folyó kiterjedt ásatási munkákba. 1953-ban a nagykanizsai múzeumba került, rendezte és katalogizálta annak anyagát. Kezdeményezésére indult meg a kanizsai királyi vár régészeti feltárása. 1954-ben a kisvárdai vár ásatását már vezetőként irányította, az előkerült régészeti leletekből helyben kiállítást rendezett. Sok energiát fordított a külső terepek bejárására, a Dunántúlon 1954–1955 között régészeti szempontból felmérte az egész Sárközt.
1959. január 1-jétől az Országos Műemléki Felügyelőség munkatársa lett. Részt vett a nagyvázsonyi Kinizsi-vár feltárásában, és az épületrekonstrukció koncepciójának a kidolgozásában. Alaposan felmérte a Vázsonyi-árok középkori emlékeit, nagyívű elképzeléseket fogalmazott meg a terület fejlesztésével kapcsolatban.
1960. január 1-jétől kezdve a veszprémi Bakonyi-ház (korábban Veszprém Vármegyei Múzeum, ma Laczkó Dezső Múzeum) igazgatójává, majd a Veszprém Megyei Múzeumi Igazgatóság vezetőjévé nevezték ki. E tisztségében igen eredményesen működhetett. A Balaton vonzáskörzetében a növekvő idegenforgalom megkövetelte a kulturális látnivalók színvonalas bemutatását. Zircen és Pápán új múzeumot létesítettek, másutt tájházakat alakítottak ki, sok kis helytörténeti gyűjtemény is ekkor született. Éri István meghatározó szerepet vitt a Tihanyban rendezett reprezentatív kiállítások szervezésében is, e tárlatokon megjelentek Borsos Miklós művei, és olyan alkotókéi is, akiket a korabeli hivatalos művészetpolitika mellőzött.
Széles körű tudományszervező munkásságot is folytatott. 1963-tól évi rendszerességgel jelentette meg a Veszprém Megyei Múzeumok Közleményeit. A régész, művészettörténész és néprajzos egyetemi, főiskolai hallgatóknak gyakorlatokat biztosított (ezt nevezték akkoriban „Éri-istálló”-nak). 1966–1972 között megjelent Veszprém megye régészeti topográfiája, 4 kötetben, a megyék közt elsőként.
A múzeumi szervezet intézményeinek munkatársait olykor a Külügyminisztérium is igénybe vette. 1966. szeptemberében Mohammad Reza Pahlavi iráni sah és felesége, Farah császárné tett látogatást Tihanyban. 1972-ben Fidel Castro kubai elnök magyarországi programjában eredetileg csak sétahajózás szerepelt, de kívánságára beiktatták a tihanyi bencés apátság megtekintését is. Mindkét alkalommal Éri István kísérte a vendégeket. A tihanyi alapítólevél kapcsán kiderült, hogy Castro elnök (képzettségét tekintve jogász) komoly oklevéltani ismeretekkel is rendelkezik.
1974-ben Budapestre került, a Múzeumi Módszertani és Restaurátor Központ igazgatói tisztségében ténykedett 1980-ig. Számos problémával kellett megküzdenie: a Könyves Kálmán körúti épület szűkösségével, a felsőfokú restaurátorképzés nehézségeivel. 1981-ben a Központi Múzeumi Igazgatóság igazgató-helyettesévé nevezték ki, e tisztséget 1989-ig viselte. 1974–1989 biztonságosan működtette a restaurátorképzést, megszervezte a megfelelő színvonalú kézikönyvek és folyóiratok megjelentetését. Szakmai konferenciákat szervezett a legújabb eredményekről, módszertani kérdésekről. Lefektette a kiállítás-rendezés elméleti alapjait, az ehhez kapcsolódó szakismereteket rendszeres továbbképzéseken adta tovább.
A Magyar Tudományos Akadémia, Erdey-Grúz Tibor elnöksége alatt 1972 szeptemberében kiadott 48/1972. számú határozatával (a szegedi után másodikként) létrehozta Veszprémi Akadémiai Bizottságot (MTA VEAB). Éri István felismerte a kedvező lehetőséget, javaslatára a VEAB Településtörténeti Szakbizottságán belül megalakult a ma is működő Kézművesipar-történeti Munkabizottság. E fontos szellemi műhelyben helyet kaptak a közép- és újkori helytörténettel foglalkozó történészek, levéltárosok, régészek és amatőr kutatók, és a céhes kézműves ipar történetét kutató szakemberek is.
1974-ben négy hónapos UNESCO-ösztöndíjat kapott, ennek során múzeumi nyilvántartási rendszereket és a restaurátorok képzését tanulmányozta. A világ számos országában járt, részt vett számos nemzetközi muzeológiai szakmunka megszületésében, így a Dictionarium Museologicum szerkesztésében is, amely elkészültekor 774 oldalon 1632 címszót tartalmazott. A szerkesztésben részt vevő csaknem 100 munkatárs munkájának koordinálása óriási munkát igényelt.
1975–76-ban Nagy Lajossal és Nagybákay Péterrel közösen elkészítette A magyarországi céhes kézművesipar forrásanyagának katasztere c. 2 kötetes mű, amely 220 mesterség 1000 településen működő, több mint 450 céhszervezetének akkor fellelhető írásos és tárgyi emlékeit tartalmazza topográfiai és kronológiai sorrendben, az lelő- és őrzőhelyek pontos feltüntetésével. Ez volt az első jelentős fegyvertény a korszerű számítástechnika hazai alkalmazására ebben a szakmában.
1979-ben megalapította a Múzeumi Hírlevél c. szakfolyóiratot. 1995-ben részt vett a Magyar Múzeumok c. negyedéves folyóirat elindításában.
1989-ben nyugdíjba ment, ezután a Tájak–Korok–Múzeumok Egyesület ügyvezetését látta el (2001-ig). Ez a természetjáró és kulturális mozgalom 1977–1985 között élte virágkorát, jelentősen növelve a múzeumok és kiállítások látogatóinak számát. Éri nevéhez fűződik a Tájak-Korok-Múzeumok Kiskönyvtár kiadásának megszervezése. 1979–1993 között a Kiskönyvtár 857 füzetét adtak ki, több, mint 8 milliós példányszámban, sokat közülük többször is újra kellett nyomni.
Tevékenyen részt vett a Pulszky Társaság – Magyar Múzeumi Egyesület megszervezésében, amelynek egyik alelnöke, majd 1996–1998 között elnöke volt. Munkáját 1995-ben Móra Ferenc-díjjal, 2004-ben Pulszky Ferenc-díjjal ismerték el. 1994-ben a megkapta a Magyar Köztársasági Érdemrend Kiskeresztjét (mai neve Lovagkereszt). 2001-ben Veszprém megye Önkormányzata a megye múltjának megismertetésében kifejtett munkásságát a Veszprém megye Érdemrendje kitüntetéssel ismerte el.
Éri István 2009. november 7-én hunyt el, 80 éves korában. Kívánsága szerint szűk családi körben temették el. A Pulszky Társaság 2009. december 7-én a Magyar Nemzeti Múzeum Pollack termében tartotta csendes megemlékezését.

## Főbb művei
- Muhi elpusztult középkori falu tárgyi emlékei. Leszih Andor ásatásai. Társszerző: Bálint Alajos. Budapest, 1955
- Adatok a kígyóspusztai csata értékeléséhez. Folia Archaeologica, 1956
- A nagyvázsonyi Kinizsi Vár, Veszprém, 1957
- Gyűrű alakú napórák. Folia Archaeologica, 1958
- Cegléd és Nyársapát határvillongásai a XVII. sz. végéig. Adatok Nyársapát történetéhez. Budapest, 1958
- A kisvárdai vár története. Kisvárda, 1961 (Szerk.)
- A dörgicsei középkori templomromok, in: Magyar Műemlékvédelem 1959–1960. Budapest, 1964. (Társszerzők: Gerőné Krámer Márta, Szentléleky Tihamér)
- Kisvárda, Budapest, 1965
- Balatoni Almanach, (Szerk.), Budapest, 1967
- Nagyvázsony, Műemlékeink sorozat, Pannónia Könyvkiadó, Budapest, 1969
- Richard Bright utazásai a Dunántúlon 1815, (Szerk.); Veszprém Megyei Múzeumok Igazgatósága, 1970
- Egry Breviárium, (Szerk.), Budapest, 1973
- A magyarországi céhes kézművesipar forrásanyagának katasztere, 1–2. kötet, Budapest, 1975–1976 (Társszerzők: Nagy Lajos, Nagybákay Péter)
- Múzeumi kiállításrendezési törekvések Magyarországon az elmúlt 30 évben. In: A korszerű múzeumi kiállítások tartalmi, didaktikai és esztétikai problémái. Nemzetközi muzeológiai szeminárium. Veszprém, 1977. VII. 15-26. Szerk.: Szemere Ádám. Budapest, 1977
- Dictionarium museologicum. Museological classification system and word index. Systeme de classification et lexique muséologiques. Museologisches Klassifikationssystem und Wörterverzeichnis. Muzeológiai szakrend és szójegyzék. Budapest, 1979 (szerk.)
- Magyar székesegyházak, Tájak-Korok-Múzeumok Egyesület, Budapest, 1989
- Széchenyi és kora, (Szerk.), Tájak-Korok-Múzeumok Egyesület, 1991 (a társszerzők egyike Gazda István)
- 90 esztendős a Veszprém-vármegye Múzeum. Jubileumi évkönyv. Veszprém, 1994
- Boldog békeidők. A TV Magiszter előadássorozata, (Szerk.), Tájak, Korok, Múzeumok Egyesület, Budapest, 1994 (a társszerzők egyike Gazda István)
- Az UNESCO-nál letett publikációinak listája

## Díjai
- A Magyar Köztársasági Érdemrend kiskeresztje (1994)[4]
- Móra Ferenc-díj (1995)[4]
- Pulszky Ferenc-díj (2004)[4]